# Mustang (2015)
Mustang ist ein vielfach ausgezeichnetes Filmdrama der türkischen Regisseurin Deniz Gamze Ergüven aus dem Jahr 2015, das in türkisch-französisch-deutscher Koproduktion entstand. Der Film schildert aus der Perspektive der jüngsten Schwester das Leben fünf junger Schwestern, die bei ihrer Großmutter in einem abgelegenen türkischen Dorf aufwachsen. Nicht immer gelingt es ihnen, durch trickreiche Manöver ihre Lebensfreude und durch Ausreißen ihre Freiheit gegen die Einschränkungen einer repressiven, patriarchal geprägten Gesellschaft zu verteidigen.
Der Film hatte am 19. Mai bei den Internationalen Filmfestspielen von Cannes 2015 Premiere und lief am 25. Februar 2016 in den deutschen Kinos an.

## Handlung
Die fünf Schwestern Sonay, Selma, Ece, Nur und Lale verabschieden sich am letzten Schultag vor den Sommerferien von ihrer Lehrerin Dilek, die an eine Schule ins ferne Istanbul wechselt, und gehen dann zu Fuß am Strand nach Hause. Mit einigen Jungs aus der Schule tollen sie im Meer herum und liefern sich eine Wasserschlacht.
Als sie zuhause ankommen, erwartet sie ihre Großmutter und macht ihnen den Vorwurf, sie hätten sich an den Jungs „gerieben“.
Am Abend kommt Onkel Erol nach Hause und wirft der Großmutter eine zu laxe Erziehung der Mädchen vor. Er zwingt die drei ältesten, sich im Krankenhaus untersuchen zu lassen, um festzustellen, dass sie noch „unberührt“ sind.
Nun verwandelt Erol ihr Wohnhaus nach und nach in ein Gefängnis: Die Gartenmauer wird erhöht, die Türen werden abgeschlossen und die Fenster vergittert. Statt sich mit Internet und Telefon zu vergnügen, werden die Mädchen nun von den Frauen des Dorfes angeleitet zu kochen und den Haushalt zu führen.
Lale, die Jüngste und Wildeste, denkt jetzt an eine Flucht nach Istanbul und schlüpft immer wieder für kurze Zeit ins Freie. Sie nimmt Erols Autoschlüssel, doch nachdem sie den Motor gestartet hat, weiß sie nicht, wie man losfährt. Auf einer ihrer kleinen Fluchten überredet sie daher den jungen Lastwagenfahrer Yasin, ihr das Autofahren beizubringen.
Trotz allem gelingt es auch den anderen immer wieder, heimlich auszubrechen. So stehlen sich alle fünf aus dem Haus und fahren zusammen mit dem Bus zu einem Fußballspiel nach Trabzon. Das Spiel wird im Fernsehen übertragen und so sehen die Frauen im Dorf mit Entsetzen die fünf Mädchen unter den Zuschauerinnen im Stadion. Eine gewitzte Tante legt die Stromversorgung des Dorfes lahm, um zu verhindern, dass die Männer davon erfahren.
Der Ausflug hat dennoch ernste Konsequenzen für die Schwestern: Sie dürfen sich nicht mehr kleiden, wie sie wollen, sondern die Frauen schneidern ihnen braune sackartige Kleider und sie bahnen Ehen für die Mädchen an. Die Älteste, Sonay, kann durchsetzen, dass sie ihren Freund Ekin heiraten darf, doch Selma, die Zweitälteste, muss einen Mann heiraten, den sie nicht kennt. Als nach der Hochzeitsnacht kein Blut im Laken ist, muss sie sich wieder auf Jungfräulichkeit untersuchen lassen, doch der Gynäkologe deckt sie.
Auch Ece soll gegen ihren Willen verheiratet werden. Lale bemerkt, dass Ece sich merkwürdig verhält und dass Onkel Erol nachts zu den älteren Schwestern schleicht. Nach einem Vorfall während des Abendessens schickt er Ece auf ihr Zimmer. Dort erschießt sie sich.
Nun soll auch Nur, die Viertälteste, verheiratet werden. Doch als die Hochzeitsgesellschaft vor dem Haus von Onkel und Oma begrüßt wird, verbarrikadieren sich die beiden verbliebenen Schwestern in dem gut gesicherten Haus. Sie schleichen auf der Rückseite ins Freie und fliehen zunächst in Onkel Erols Wagen, dann mit  Yasins Hilfe weiter nach Istanbul. Dort suchen sie Zuflucht bei ihrer ehemaligen Lehrerin Dilek.

## Hintergrund
Die Eingangsszene des Films basiert auf Ergüvens persönlichem Erleben.
Filmtitel
In einem Interview für die Wochenzeitung Der Freitag erklärte die Regisseurin den Filmtitel: „Der Mustang ist ein Wildpferd – das perfekte Symbol für meine fünf Heldinnen und ihr zügelloses, ungestümes Temperament. Auch visuell gibt es Parallelen. Ihre Haare gleichen Pferdemähnen und wenn sie durch das Dorf jagen, wirkt das wie eine Herde in Aufruhr. Die Geschichte schreitet stets voran, wie im Galopp. Diese Energie ist es, die für mich den Film ausmacht, und dafür ist das Bild des Mustangs perfekt.“
In einer Arte-Dokumentation sagte Ergüven, die fünf Mädchen seien für sie „wie eine einzige Person“. Sie begreife die Mädchen „als eine Art vielarmiges, weibliches Monster mit fünf Köpfen, zehn Armen und zehn Beinen.“ Zu fünft bildeten sie „die möglichen Verzweigungen des Schicksals einer Frau ab.“
Proteste rund um den Gezi-Park
Die beteiligte Schauspiel-Trainerin Suzanne Marrot erklärte in einem Interview, die Proteste in der Türkei 2013, die rund um den Gezi-Park begannen, seien für Regisseurin Deniz Ergüven sehr wichtig gewesen. Im Film habe sie deshalb viele kleine Hinweise darauf versteckt. Den Schwestern in Mustang wird zum Beispiel die Benutzung von Computern verboten, eine Anspielung auf staatliche Zensur und Internetsperren. Auf T-Shirts sind politische Parolen zu sehen und einmal taucht das Bild „Die Freiheit führt das Volk“ des Malers Eugène Delacroix auf, das der türkische Bildungsminister damals aus Schulbüchern entfernen ließ.
Sexualisierte Gewalt
Im gesamten Film wird sexualisierte Gewalt niemals explizit gezeigt, im letzten Drittel legen zwei kurze Einstellungen jedoch die Möglichkeit nahe, dass sich der Onkel nachts an den Mädchen vergeht. Dies wird durch die Drohung Nurs gegen Ende des Films verstärkt, den Onkel anzuzeigen, als er versucht, zu den beiden im Haus verbarrikadierten Schwestern zu gelangen.

## Synchronisation
Die deutsche Synchronisation entstand nach einem Dialogbuch und der Dialogregie von Stephan Hoffmann.
| Darsteller       | Synchronsprecher   | Rolle      |
| ---------------- | ------------------ | ---------- |
| Güneş Şensoy     | Léa Mariage        | Lale       |
| Doğa Doğuşlu     | Aliana Schmitz     | Nur        |
| Elit İşcan       | Jodie Blank        | Ece        |
| Tuğba Sunguroğlu | Stella Sommerfeld  | Selma      |
| İlayda Akdoğan   | Olivia Büschken    | Sonay      |
| Nihal Koldaş     | Cornelia Meinhardt | Großmutter |
| Ayberk Pekcan    | Michael Iwannek    | Onkel Erol |
| Burak Yiğit      | Burak Yiğit        | Yasin      |
| Erol Afşin       | Erol Afsin         | Osman      |

## Auszeichnungen

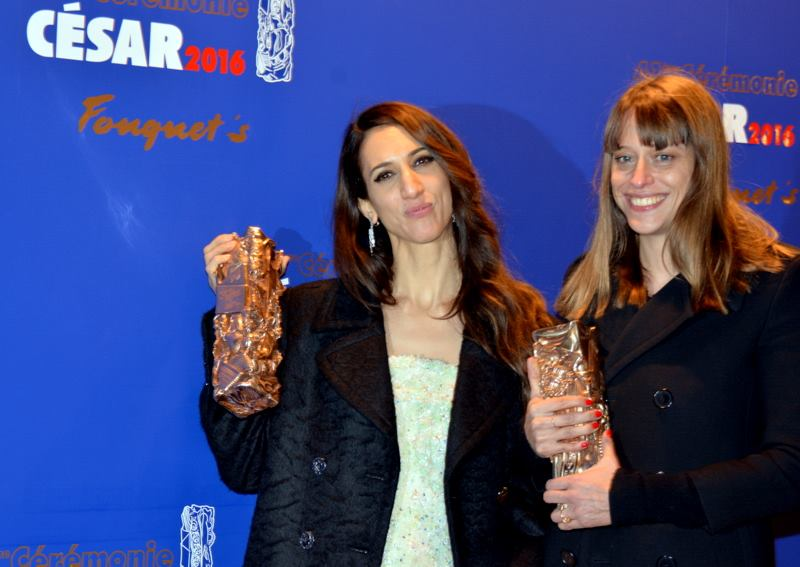
Beim César 2016 wurden Gamze Ergüven und Alice Winocour für den besten Erstlingsfilm ausgezeichnet

Mustang wurde international mit zahlreichen Auszeichnungen und Nominierungen bedacht.
Im Rahmen der Internationalen Filmfestspiele von Cannes 2015 hatte er am 19. Mai Premiere in der Reihe „Quinzaine des Réalisateurs“ und gewann dort den Europa Cinemas Label Award sowie den Lux Prize.
Als französischer Beitrag wurde er für einen Oscar als bester fremdsprachiger Film und für einen Golden Globe Award nominiert. Die Regisseurin gewann den Nachwuchspreis beim Friedenspreis des Deutschen Films – Die Brücke und den Art Cinema Award des Filmfest Hamburg 2015. Der Film wurde auch in vielen anderen Ländern ausgezeichnet, so erhielt er 2016 sowohl den französischen Prix Lumière als bester Film als auch drei Auszeichnungen mit dem französischen César als bester Erstlingsfilm, für die beste Originalmusik und die beste Montage. In Spanien erhielt Mustang den Goya 2016 als bester europäischer Film und die Silberne Ähre (zweiter Preis) in der Seminci in Valladolid 2015; im selben Jahr wurde Mustang im Sarajevo Film Festival als bester Film mit dem „Herz von Sarajevo“ geehrt und alle fünf Hauptdarstellerinnen erhielten den Preis für die "beste Schauspielerin".

## Verweise
- Offizielle Seite zum Film
- Mustang bei IMDb
- Mustang bei filmportal.de
- Gutachten der Deutschen Film- und Medienbewertung